# Associazione Sportiva Palmese Calcio 2002-2003
Questa voce raccoglie le informazioni riguardanti  l'Associazione Sportiva Palmese Calcio nelle competizioni ufficiali della stagione 2002-2003.